# Alan Huckle

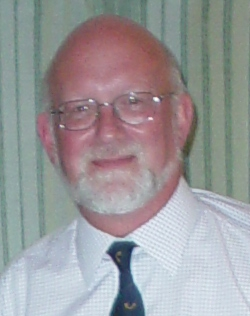
Alan Huckle

Alan Edden Huckle (* 15. Juni 1948) ist ein britischer Gouverneur. 
Zwischen 2001 und 2004 war er Kommissar des Britischen Territoriums im Indischen Ozean und des Britischen Antarktis-Territoriums. Anschließend wurde Huckle Gouverneur von Anguilla. Dieses Amt hatte er vom 28. Mai 2004 bis Juli 2006 inne. Er diente als Gouverneur der Falklandinseln und Kommissar von Südgeorgien und die Südlichen Sandwichinseln von August 2006 bis Oktober 2010.
| Personendaten    | Personendaten         |
| ---------------- | --------------------- |
| NAME             | Huckle, Alan          |
| ALTERNATIVNAMEN  | Huckle, Alan Edden    |
| KURZBESCHREIBUNG | britischer Gouverneur |
| GEBURTSDATUM     | 15. Juni 1948         |